# 1,2-ジメトキシベンゼン
1,2-ジメトキシベンゼン（英:1,2-Dimethoxybenzene、別称:ベラトロール（veratrole））とは、C6H4(OCH3)2の化学式をもつ有機化合物であり、カテコールのジメチルエーテル体である。
全ての有機溶媒には溶けやすいが、水に対してはわずかにしか溶けない。他の芳香族化合物を合成するための原料として使われる。
ベラトロールは比較的電子豊富であるため容易に求電子置換反応を行う。

## 香料
甘いクリーム様の香気を持ち、希釈するとバニリン用の香気となる。オーデコロン用調合香料の保留剤として用いられるほか、ナッツ系・バニラ系のフレーバーとしても利用される。

## 製法
カテコールまたはグアイアコールを硫酸ジメチルでメチル化する。